# Slovensko-ameriški narodni svet
Slovensko-ameriški narodni svet - SANS (Slovenian American National Council) je bil v letih od 1942 do 1953 organizacija ameriških Slovencev, ustanovljena decembra 1942 v Slovenskem narodnem domu v Clevelandu (ZDA). Ustanovil jo je Slovenski narodni kongres. SANS naj bi pripomogel k osvoboditvi slovenskega ozemlja in nastanku države Slovencev v okviru svobodne federativne Jugoslavije. Častni predsednik SANS-a je postal slovensko-ameriški pisatelj Louis Adamič. Telegrame so razposlali ameriškemu predsedniku Rooseveltu, županu Clevelanda in funkcionarjem v Washington in Zahodno Evropo. V telegramih so pozivali oblasti k podpori NOB. SANS se ob nastanku ni opredelil v političnih sporih, ki so razdelili Slovence v domovini, sčasoma pa se je moral odločiti, katero osvobodilno strujo naj podpre. Večina voditeljev SANS-a je z Louisom Adamičem je podprla Titove partizane, zaradi česar so številni konzervativni člani in predstavniki verskih združenj izstopili iz Sveta. Po vsej Sloveniji je SANS razdelil milijon ameriških dolarjev v gotovini, hrani, oblačilih, zdravilih in medicinski opremi. Največji prejemnik je bila Pediatrična klinika v Ljubljani.
V letih po vojni so na SANS letele številne kritike, ker je sodeloval s komunistično oblastjo v Jugoslaviji. Leta 1948 je njegovo delovanje obravnavala celo komisija ameriškega kongresa za protiameriške dejavnosti. Do leta 1951 je SANS izplačal svoja sredstva in leta 1953 uradno prenehal delovati.